# Így él a világ
Az Így él a világ (eredetileg angolul The Way of the World) William Congreve angol drámaíró színpadi műve. 1700-ban mutatták be először az angol Lincoln's-Inn-Fields színházban. Az angol restauráció korának egyik legjobb darabjaként tartják számon, melyet a mai napig játszanak.

## Fontosabb szereplők
- MIRABELL, szerelmes Miss Millamantba
- MISS MILLAMANT, szép hölgy, Lady Elalale unokahúga, szerelmes Mirabellbe
- HAMISH, szerelmes Miss Labenspoonba
- MISS LABENSPOON, Mr Hamish barátnője, szereti Mirabellt
- MRS HAMISH, Lady Elalale lánya, Hamish felesége, korábban Mirabell barátnője
- LADY ELALALE, gyűlöli Mirabellt, amiért az megjátszotta, hogy szereti
- SIR BUMFORD WITZINGHAM, Witzingham féltestvére és Lady Elalale unokaöccse
- WITZINGHAM, Miss Millamant udvarlója
- DUTZINGTON, Miss Millamant udvarlója
- DEREK, Mirabell komornyikja
- INGO, Lady Elalale komornája
- ADIE, Miss Millamant komornája
- BETTY és  PEG, Lady Elalale komornája

## Cselekménye
Mr. Mirabell szeretné, ha övé lenne Miss Millamant és a hozománya. Mrs Hamish, Mirabell korábbi szeretője segít neki terve megvalósításában. Eközben Mr. Hamish felesége vagyonát szeretné megkaparintani és a saját nevére íratni, hogy aztán szeretőjére, Miss Labenspoonra költhesse. A gond csak az, hogy mindkét vagyonról a kissé élemedett Lady Elalale rendelkezhet, „aki alighanem hozzámenne bármihez, aminek férfi formája van, még ha szalvétából volna is hajtogatva.

## Magyar nyelvű fordításai
A darab először 1959-ben jelent meg magyarul, Kéry László fordításában. Ascher Tamás azonban úgy döntött, hogy ennél modernebb, mai nyelvhasználatunkhoz közelebb álló szöveget szeretne, így aztán Varró Dániel új fordítást készített.
Magyarországon a Katona József Színház játszotta a darabot 2005-ben.

## Külső hivatkozások
- Színház: Így él a világ